# 半衰期2：消失的海岸线
《戰慄時空2：消失的海岸線》是《戰慄時空2》的資料片，由维尔福（Valve）公司开发，并于2005年10月27日发布。只要擁有《戰慄時空2》的使用者，都可免費從Steam上下載這個資料片。《戰慄時空2：消失的海岸線》是一部用于技术演示的作品，重点演示了Source引擎的高动态光照渲染（HDR）技术，游戏关卡也特别针对技术演示而设计，以充分展示这些新技术特性。此外，该游戏是维尔福首部通过“开发者注释”模式来解释游戏各元素设计的游戏。
《戰慄時空2：消失的海岸線》最初是《戰慄時空2》中「17號公路」及「沙地陷阱」章節之間的一個關卡，但是该关卡最终被移除，后来獨立發展成一套遊戲。这部资料片的主角仍为戈登·弗里曼，不过剧情中的某些细节已经和《戰慄時空2》无关。这部资料片得到了玩家的积极评价，并且评论者一致认为资料片内的新功能应当被整合到未来的游戏中。
2007年5月30日，维尔福宣佈，對於擁有ATI Radeon顯示卡系列的用戶，可以免費下載《戰慄時空2：消失的海岸線》和《戰慄時空2：死鬥模式》。並在2008年宣布NVIDIA顯示卡用戶也可免費下載，且NVIDIA顯示卡用戶可免費追加下載《传送门》的試玩版與一款類似彈珠台的遊戲《Peggle Extreme》。

## 游戏概况
《戰慄時空2：消失的海岸線》与《戰慄時空2》同为第一人称射击游戏，游戏采用主角的视角，而游戏主角均为戈登·弗里曼。玩家的生命值、护甲值、武器子弹数量等参数会显示在屏幕上面。主角受伤之后生命值会下降，拾取医药包或使用医护装置可以恢复生命值。
《戰慄時空2》中的武器以枪械为主。在游戏开始时玩家有少量武器（手枪、霰弹枪和重力枪）和弹药，随着游戏的进行玩家会逐渐获得更多武器，武器一经获得就无法丢弃。

## 剧情

游戏内教堂的圣坛。维尔福公司的维克托·安东诺夫指出它非常适合用于展示高动态光照渲染技术。

游戏在一个破旧的小码头开始。在码头，一位渔夫认出了主角戈登·弗里曼，并指示他前往教堂。教堂修建在悬崖上面，俯瞰圣奥尔加小镇，联合军通过这个教堂向小镇发射装有猎头蟹（headcrab）的炮弹，因此弗里曼需要阻止他们。渔夫打开了一扇门，弗里曼走过这扇门，沿悬崖向上前进，而渔夫留在原地等待弗里曼回来。
在前进过程中，弗里曼遭遇了联合军士兵的攻击。弗里曼消灭了路上的敌人，一路向上，最终来到了教堂，关闭了炮弹发射装置。然而这一举动触发了警报，使得周围的联合军士兵和一架联合军直升机赶来增援。弗里曼成功地抵挡了敌人的增援，然后通过升降梯回到了码头。渔夫对弗里曼表示了祝贺，并邀请他到圣奥尔加赴宴。之后画面淡出，游戏结束。

## 开发

### 关卡设计
《消失的海岸線》关卡最初作为《戰慄時空2》关卡“17号公路”（Highway 17）的一部分而出现，后来被移除。在开发期间，“17号公路”曾被命名为“海岸线”（Coast），因此本作被称为“消失的海岸線”（Lost Coast）。《消失的海岸線》包括一些在《戰慄時空2》开发过程中被移除的游戏元素，例如发射带有猎头蟹的炮弹的装置。关卡每个区域的设计都有其特殊目的。开发人员选用了东正教风格的教堂，因为这种建筑风格“颜色丰富，材料种类变化大”，并且“自然光的亮暗差别极其大”，非常适合展示高动态光照渲染技术的光线效果。维尔福还考虑到，使用教堂作为建筑，有助于在人类的古典建筑与联合军未来技术的对比之中产生强烈感觉。设计一个通往教堂的悬崖峭壁也有其特别目的，一方面是模仿《戰慄時空》其中一关的类似场景，另一方面是打破普通的水平方向战斗模式，使玩家不得不兼顾来自上方和下方的威胁。教堂附近的庭院也有两个设计目的，一方面是使玩家从悬崖边缘的战斗中恢复过来，另一方面又作为后续的战场而存在，玩家需要在那里抵挡来自多个方向的敌人。

### 高动态光照渲染

在起源引擎中使用标准的固定光圈渲染（左）和高动态光照渲染（右）的效果对比。

《消失的海岸線》的目标就是演示起源引擎的新技术——高动态光照渲染（HDR）技术。维尔福最初在2003年下半年尝试实现HDR技术。首先维尔福尝试在RGBA颜色空间中保存纹理，让多重采样抗锯齿（MSAA）和像素着色器来利用这种纹理。但是这样的话Alpha映射和烟雾效果就无法正确呈现，并且纹理显得尖锐，呈锯齿状。第二套方案是保存两种版本的纹理：一种是正常情况的纹理，另一种是过度曝光的纹理，然而这种方案会阻止MSAA技术的应用，而且会消耗两倍显存，使得方案没有可行性。第三套方案在2005年E3大会上进行了展示。这套方案用浮点数来表示RGBA颜色，可以高效地存储高动态光照渲染数据。不过这套方案同样会使MSAA技术无法运用，并且只兼容NVIDIA显卡，ATI显卡无法呈现。第四套和最终的方案都是在第二套方案与第三套方案之间进行折衷，即保存少量的双重纹理，使得ATI显卡和NVIDIA显卡以不同的方式产生几乎一样的结果。
最终版本的HDR技术还实现了一些光线效果，使得游戏的画面变得更加现实。其中包括高光，即在高亮度物体的边缘产生模糊效果，就像照相机的过度曝光那样，通过高光和曝光控制的组合与调整来模仿人眼。例如当玩家从暗处一下子进入亮处时，一开始会感觉特别耀眼，然后很快暗下来，这相当于游戏主角的眼睛在适应光线。新的立方体贴图技术允许物体的反射光与光源亮度相对应，光线映射使得光线可以像摄影棚灯光一样，全局照明也在渲染时被考虑在内。另外还包括折射和反射效果，游戏内的海面、海滩、教堂的白墙、神殿内的染过色的玻璃窗、金色的骨灰盒和烛台等都是特意用来展示这些光线效果的。
维尔福认为，《消失的海岸線》作为技术展示，应当需要非常高的系统要求。比推荐配置低的电脑也能运行游戏，但是会缺少一些关键特性，例如光照的动态变化。如果电脑显卡不兼容HDR特性，开发者注释会稍作改变以提醒玩家。例如，加布·纽维尔会说“最终效果会与玩家所看见的不同”。

### 开发者注释
为了能够让功能改进展示得明显，《消失的海岸線》引入了开发者注释系统。当这个功能被开启时，游戏内会出现一些漂浮的气泡，玩家可以通过这些气泡来播放开发人员预先录制好的解说和评论。每段解说时间不等，短则10秒，长则1分钟。玩家会听到开发人员讲述玩家看到了什么、游戏会发生什么、游戏如此设计的原因以及设计时所面对的挑战等等。维尔福希望玩家在第一次游戏时不开启开发者注释，通关一遍之后再开启，在第二次游戏中了解有关游戏开发的事情。在《消失的海岸線》之后，维尔福制作的每部游戏都会包含开发者注释系统。

## 发布与评价
《戰慄時空2：消失的海岸線》于2005年10月27日正式发布，所有已经在Steam上面购买《戰慄時空2》的玩家均可以免费下载。但是通过礼物获得《戰慄時空2》的玩家无法下载。在2007年5月30日，维尔福宣布所有使用ATI Radeon显卡的玩家均可以免费下载《戰慄時空2：消失的海岸線》和《戰慄時空2：死鬥模式》。2008年维尔福宣布NVIDIA显卡玩家可以免费获得《戰慄時空2：消失的海岸線》、《戰慄時空2：死鬥模式》和《传送门》的演示版。
《消失的海岸線》受到了一致好评。1UP.com对游戏的一些细节，例如画面、关卡、人工智能等持正面评价，并指出“与大多数射击游戏相比，维尔福能够把更多的游戏感集中到一个像片段那样小的关卡里。”此外还对游戏的开发者注释系统大为赞赏，将其称为内容丰富的加成，并赞扬了一些由开发者留下的有趣和精辟的评论。UGO也给予好评，因为“游戏画面渲染得非常精美，很难去厌恶这款游戏——即使你凿碎了所有玻璃，而且令联合军士兵的血溅满墙壁。”GameSpot评论道“《消失的海岸線》的纹理明显更为丰富细腻。”这些评论均希望维尔福能够把在《消失的海岸線》引入的功能集成到未来的游戏之中。
游戏的负面评价主要针对游戏的关卡长度和游戏方式。1UP.com和UGO均认为游戏长度太短。1UP.com的肖恩·埃利奥特用“迅速跑过一个像明信片那样精美的水池子，登上悬崖，闯入教堂然后端了联合军的前哨”（a lickety-split run through postcard-pretty tide pools, up cliffs, and into a church turned Combine outpost）来描述游戏剧情。UGO的奈杰尔·格拉默说《消失的海岸線》的游戏性似乎没有它的画面重要。GameSpot的布拉德·休梅克把《消失的海岸線》与《戰慄時空2》进行比较，认为它们比较类似，但他对《消失的海岸線》感到失望，并说它“并没有打算让世界陷入战争之中。”

## 外部連結
- Half-Life 2: Lost Coast （页面存档备份，存于） preview by Eurogamer